# Hinkmar von Reims
Hinkmar von Reims, lateinisch Hincmarus Remensis, auch Incmarus oder Ingmarus (* um 800/810; † 21. oder 23. Dezember 882 in Épernay), war Erzbischof von Reims, Kirchenpolitiker des westfränkischen Reiches, „Publizist“, Historiograph und Kirchenrechtler.

## Leben
Hinkmar wurde noch zu Lebzeiten Kaiser Karls des Großen (768–814) geboren. Er war adliger Herkunft (vielleicht aus der Grafschaft Boulogne) und genoss seine geistliche Ausbildung im Kloster Saint-Denis, bevor er auf Vermittlung seines Abtes Hilduin von Saint-Denis († 855/861) an den Hof Kaiser Ludwigs des Frommen (814–840) kam (822). Dort lernte Hinkmar die politischen Unwägbarkeiten und Instabilitäten des fränkischen Großreichs kennen, die schließlich nach dem Tod des Kaisers (840) zu den Bruderkämpfen (Schlacht bei Fontenoy 841) und zum Teilungsvertrag von Verdun führten. Hinkmar wurde Parteigänger König Karls des Kahlen (840/843–877), des jüngsten Sohns Ludwigs.
Der westfränkische König machte Hinkmar im April 845 zum Erzbischof von Reims, nachdem der 835 abgesetzte und 840/841 zeitweilig wieder restituierte Vorgänger Ebo den Erzbischofsstuhl endgültig hatte räumen müssen. Widerstände der Anhänger Ebos konnten zunächst überwunden werden, Hinkmar nahm bald eine führende Stellung im westfränkischen Episkopat ein. Die Wiederherstellung von Reimser Kirchengut, die Aufrichtung bischöflicher und metropolitaner Autorität und die Aufnahme der Diözesangesetzgebung (852) stärkten seinen Einfluss. Im Prädestinationsstreit wandte sich Hinkmar, obwohl mit der Prädestinations- und Gnadenlehre des Kirchenvaters Augustinus († 430) nicht völlig vertraut, nicht zuletzt bei der Anklage auf der Synode von Quierzy (849) gegen den sächsischen Mönch Gottschalk von Orbais, den er dann bis zu dessen Tod 869 im Kloster Hautvillers gefangen halten ließ. Bei Einfall des ostfränkischen Königs Ludwig des Deutschen (840/843–876) nach Westfranken (858) organisierte er den politischen Widerstand und trat auch ansonsten in dem durch Normanneneinfälle und Revolten zerrissenen Land für Karl den Kahlen ein. Seit 860 setzte sich Hinkmar im Ehestreit des lothringischen Königs Lothar II. (855–869) gegen dessen Scheidungspläne ein und hatte in Papst Nikolaus I. (863–869) in dieser Hinsicht einen mächtigen Verbündeten. In anderer Hinsicht, etwa bei den Streitigkeiten Hinkmars mit seinen Suffraganen Rothad II. von Soissons (833–869) und Hinkmar von Laon (858–871), wandte sich indes der Papst gegen den Erzbischof. Nicht zuletzt um seinen eigenen Amtsantritt zu legitimieren, setzte sich Hinkmar entschieden gegen die Rekonziliation der von seinem Amtsvorgänger Ebo 840/41 geweihten Reimser Kleriker ein, die sich hilfesuchend an das Papsttum wandten. Der Konflikt konnte erst 866 beigelegt werden; kurz zuvor war Wulfad, einer der Ebokleriker, auf Drängen Karls des Kahlen auf den erzbischöflichen Stuhl von Bourges gelangt.
Beim Tod König Lothars II. (869) besetzte Karl der Kahle mit Unterstützung Hinkmars Lothringen, musste aber die östlichen Gebiete im Vertrag von Meerssen (870) an Ludwig den Deutschen abtreten. Hinkmar lehnte die Politik Karls des Kahlen zur Erlangung der Kaiserwürde nach dem Tod des italienischen Königs und Kaisers Ludwig II. (855–875) ab. Der westfränkische Herrscher war zunächst erfolgreich (Kaiserkrönung 876), starb aber 877 auf seinem zweiten Italienzug. Gegen die bei der Kaiserkrönung entschiedene Schaffung eines päpstlichen Vikariats für die Gebiete westlich und nördlich der Alpen wehrte sich der Reimser Erzbischof auf der Synode von Ponthion entschieden.
Nach dem Tod Karls des Kahlen unterstützte Hinkmar dessen Sohn Ludwig II. den Stammler (877–879) und dessen Enkel Ludwig III. (879–882), den Sieger der Schlacht bei Saucourt gegen die Normannen 881 (Ludwigslied), und Karlmann. Das letzte Lebensjahr Hinkmars war ausgefüllt mit dem Streit um die Bischofswahl in Beauvais (881/882). Der Erzbischof starb auf der Flucht vor den Normannen, als diese Reims angriffen, am 21. oder 23. Dezember 882 in Épernay. Er wurde im Kloster Saint-Remi in Reims begraben.

## Werke
Hinkmars kirchenpolitische Tätigkeiten spiegeln sich wider in einer Reihe von Traktaten zu aktuellen Begebenheiten. Darunter fallen: Hinkmars Sendschreiben an Ludwig den Deutschen (858), Briefe an Bischöfe und Päpste, Konzilsbeschlüsse. Theologische Lehrschriften Hinkmars sind: seine Prädestinationsschrift (853) und seine Schrift über den Ausdruck „trina deitas“ (853), Rechtsgutachten: die Schriften über die Ehescheidung König Lothars II. (858, 860 u. a.), die „Quaternionen“ über das Kirchengut (868), die Schrift über das Recht der Metropoliten. Das Königtum und das Verhältnis von Kirche und König (Zweigewaltenlehre) behandeln unter anderem „Über die Person des Königs und den königlichen Dienst“ und De ordine palatii. Ausfluss des historischen Interesses Hinkmars sind die Annales Bertiniani, die der Erzbischof von 861 bis 882 fortschrieb und seine eigenen Taten in der dritten Person lobend hervorhob, eine hagiografische Arbeit war die Vita Remigii seines Amtsvorgängers Remigius von Reims († ca. 533).

## Bemerkungen
Die verschiedenen Formen des Namens (Hincmarus, Incmarus, Ingmarus) finden sich in den Annales Bertiniani. Während Prudentius von Troyes noch Ingmarus schreibt, verwendet Hinkmar selbst die latinisierte Version Hincmarus.